# Celama thymula
Celama thymula är en fjärilsart som beskrevs av Philip Miller. Celama thymula ingår i släktet Celama och familjen trågspinnare. Inga underarter finns listade i Catalogue of Life.